# 奥山川 (南丹市園部町)
奥山川（おくやまがわ）は、京都府南丹市園部町天引（あまびき）を流れる淀川三次支流の一級河川である。特別天然記念物のオオサンショウウオや準絶滅危惧（NT）のヒダサンショウウオ、マツカサガイが生息しており、天引住民による生物調査及び保護活動が行われている。

## 地理
一級河川奥山川の起点は園部町天引北山・城山で、天引集落南部の山地から水を集めて北流し、丹波篠山市との境になっている天引峠の下で東に向き、八幡神社の国道372号を挟んで向かい辺りで園部川左岸に流入する。
山間部には、総落差30m以上の3段の滝のほか、オオサンショウウオに住みかとなる岩が多く見られる。集落部に出てからはコンクリート両面張りに変わる。水源より上流部は瑠璃高原で、ゴルフ場がある。

## 水生生物の調査・保護活動
奥山川に設けられた川堰の改修工事をきっかけに、2014年（平成26年）8月より、特定非営利活動法人亀岡 人と自然のネットワークの指導で水辺の生物調査や保護活動が続けられている。天引で「と」と呼称しているヒダサンショウウオは、調査・保護活動の象徴として扱われている。奥山川の堰から取った水は石積みの水路を流れ、天引地内の田畑に注がれる。天引集地内は他所の水路もほとんどが石積みで、生物の棲息環境になっている。2021年（令和3年）11月より、公益財団法人平和堂財団の支援を受けて石積み水路の修復や技術の伝承が行われている。天引では伝統的に、石積みに使う石は奥山川で調達されている。

## 流域の村
南丹市
- 園部町
  - 西本梅地域
    - 天引

## 主な支流
- サイ谷川

## 主な橋梁
- 法京口橋

## 流域にある主な施設
- るり溪ゴルフクラブ
- 奥山炭焼き小屋
- 大隠寺
- 八幡神社

## 流域にある史跡
- 天引高山城跡[6]

## 奥山に関する伝承
- 奥山の大蛇

奥山には周りが2尺（約60cm）あると思われる大蛇がいて、村人がもしこの大蛇に近寄り、毒息を吐きかけられると、たちまちふるいがきて死んでしまうと言われ、梅雨から夏になると、誰一人として奥山に登らなくなってしまった。
働きものの木こりが、嫁さんと子どもと3人で住んでいました。ある日、嫁さんが子どもを背負って谷川で洗濯をしていると、大蛇がでてきて2人をさらって逃げようとした。それを見た木こりは、かまで大蛇を切りつけたが、とうとう逃がしてしまった。木こりは悲しみのあまり亡くなってしまったということだ。